# Marcela Magín
Marcela Magín (* im 20. Jahrhundert) ist eine argentinische Bratschistin.
Magín studierte Violine und Bratsche an der Universidad Nacional de Rosario, besuchte Meisterkurse bei Mary Barg, Ljerko Spiller, Brunilda Gianneo, Tornás Tichauer und Simón Bajour und setzte ihre Ausbildung bei Bruno Giuranna in Italien und Großbritannien fort. Sie trat als Solobratschistin mit dem Orquesta Filarmónica de Buenos Aires, der Camerata Bariloche, der Bach Academy of Buenos Aires und anderen argentinischen Orchestern und Kammerorchestern und unter Dirigenten wie Simón Blech, Wolfgang Scheit, David Lloyd-Jones, Mario Benzecry, Jan Krenz, und Andrés Spiller auf.
Als Kammermusikerin ist sie seit 1981 Mitglied der Los Músicos de Cámara de Buenos Aires, außerdem des Cuarteto de Cuerdas Buenos Aires und des Trío Luminar. Sie spielte Uraufführungen von Werken argentinischer Komponisten wie Salvador Ranieri, Hilda Dianda, Fernando Gonzales Casellas, Claudio Guidi Drei, Sergio Parotti, Osías Wilensky, Diana Rud, Claudio Alsuyet und Jorge Horst. 2000 war sie die Solistin in der argentinischen Erstaufführung von Toru Takemitsus A String Around Autumn mit dem Buenos Aires Philharmonic Orchestra unter Pedro I. Calderón. 2005 erhielt für die Aufnahme der CD Riberas mit dem Cuarteto de Cuerdas Buenos Aires einen Latin Grammy.

## Quelle
- Estación Buenos Aires - Marcela Magín (Flash; 77 kB)

| Personendaten    | Personendaten              |
| ---------------- | -------------------------- |
| NAME             | Magín, Marcela             |
| KURZBESCHREIBUNG | argentinische Bratschistin |
| GEBURTSDATUM     | 20. Jahrhundert            |